# III liga polska w piłce nożnej (2010/2011)
III liga polska w piłce nożnej 2010/2011 Wystartowało w nich 130 drużyn, grając w 8 grupach systemem kołowym. Sezon ligowy rozpoczął się w sierpniu 2010, ostatnie mecze rozegrano w czerwcu 2011.
III liga to szczebel pośredni między rozgrywkami centralnymi (II liga) i wojewódzkimi (IV liga). Wszystkie grupy liczyły po 16 drużyn, z wyjątkiem grupy VII, w której gra 18 zespołów.

## Zasięg terytorialny grup
| Poziomy rozgrywkowe w sezonie 2010/2011                | Poziomy rozgrywkowe w sezonie 2010/2011 | Poziomy rozgrywkowe w sezonie 2010/2011 |
| Rozgrywki                                              | P                                       | Nazwa                                   |
| ------------------------------------------------------ | --------------------------------------- | --------------------------------------- |
| Centralne                                              | I                                       | Ekstraklasa                             |
| Centralne                                              | II                                      | I Liga                                  |
| Centralne                                              | III                                     | II Liga (2 grupy)                       |
| Makroregionalne                                        | IV                                      | III Liga (8 grup)                       |
| Okręgowe (16 okręgów)*                                 | V                                       | IV Liga (19 grup)                       |
| Okręgowe (16 okręgów)*                                 | VI                                      | Klasa Okręgowa                          |
| Okręgowe (16 okręgów)*                                 | VII                                     | Klasa A                                 |
| Okręgowe (16 okręgów)*                                 | VIII                                    | Klasa B                                 |
| Okręgowe (16 okręgów)*                                 | IX                                      | Klasa C                                 |
| (*) Różna ilość klas oraz grup w zależności od okręgu. |                                         |                                         |
| System ligowy piłki nożnej w Polsce                    |                                         |                                         |

| grupa I                                 | grupa II                                   | grupa III                            | grupa IV                         |
| --------------------------------------- | ------------------------------------------ | ------------------------------------ | -------------------------------- |
|                                         |                                            |                                      |                                  |
| woj. pomorskie woj. zachodniopomorskie  | woj. kujawsko-pomorskie woj. wielkopolskie | woj. dolnośląskie woj. lubuskie      | woj. opolskie woj. śląskie       |
|                                         |                                            |                                      |                                  |
| grupa V                                 | grupa VI                                   | grupa VII                            | grupa VIII                       |
|                                         |                                            |                                      |                                  |
| woj. podlaskie woj. warmińsko-mazurskie | woj. łódzkie woj. mazowieckie              | woj. małopolskie woj. świętokrzyskie | woj. lubelskie woj. podkarpackie |

## Zasady spadków i awansów
Mistrzowie grup uzyskali awans do II ligi, przy czym:
1. do grupy wschodniej trafili mistrzowie grup III ligi: V, VI, VII i VIII
2. do grupy zachodniej trafili mistrzowie grup III ligi: I, II, III i IV.

Po trzy ostatnie drużyny spadły do odpowiedniej terytorialnie grupy IV ligi, przy czym liczba ta mogła zwiększyć się zależnie od liczby drużyn spadających z lig wyższych.
Drużyny, które wycofały się z rozgrywek po rozegraniu mniej niż 50% spotkań, zostały automatycznie relegowane o dwa szczeble ligowe niżej (do klasy okręgowej), a osiągnięte przez nie rezultaty anulowano. Drużyny, które wycofały się z rozgrywek po rozegraniu 50% lub więcej spotkań, zostały automatycznie relegowane o dwa szczeble ligowe niżej (do klasy okręgowej), a za nierozegrane mecze przyznawano walkowery 3:0 dla zespołów przeciwnych. Wykluczenie z rozgrywek groziło również za nieprzystąpienie z własnej winy do trzech meczów.
III liga to najwyższy szczebel rozgrywkowy dla drużyn rezerw, nie miały one więc prawa do awansu. Spadek pierwszej drużyny z II ligi powodował automatycznie relegację II zespołu danego klubu do IV ligi.

## Grupa I
W grupie występowało 16 zespołów, które walczyły o miejsce premiowane awansem do grupy zachodniej II ligi. Ostatnie zespoły spadły odpowiednio do grupy pomorskiej i zachodniopomorskiej IV ligi.
| Uczestnicy poprzedniej edycji | Uczestnicy poprzedniej edycji |
| ----------------------------- | ----------------------------- |
| Rega Trzebiatów               | 2                             |
| Orkan Rumia                   | 3                             |
| Gryf Słupsk                   | 42                            |
| Kaszubia Kościerzyna          | 5                             |
| Cartusia Kartuzy              | 6                             |
| Błękitni Stargard Szczeciński | 7                             |

| Uczestnicy poprzedniej edycji | Uczestnicy poprzedniej edycji |
| ----------------------------- | ----------------------------- |
| Dąb Dębno                     | 8                             |
| Gryf Wejherowo                | 9                             |
| Energetyk Gryfino             | 10                            |
| Kotwica Kołobrzeg             | 11                            |
| Chemik Police                 | 12                            |
| Bytovia Bytów                 | 141                           |

| Awans z IV ligi 2009/2010 | Awans z IV ligi 2009/2010 |
| ------------------------- | ------------------------- |
| grupa pomorska            |                           |
| Lechia II Gdańsk          | 1                         |
| Orlęta Reda               | 2                         |
| grupa zachodniopomorska   |                           |
| Pogoń Barlinek            | 1                         |
| Gwardia Koszalin          | 2                         |

Objaśnienia:
1. Bytovia Bytów utrzymała się w lidze dzięki wycofaniu się Piasta Choszczno po zakończeniu poprzedniego sezonu.
2. Gryf Słupsk występował w sezonie 2009/2010 pod nazwą Gryf 95 Słupsk.

| Lp. | Drużyna                       | M  | Z  | R  | P  | Bramki | Bramki | Różn. | Pkt | Uwagi                            | Bezpośrednio |
| --- | ----------------------------- | -- | -- | -- | -- | ------ | ------ | ----- | --- | -------------------------------- | ------------ |
| 1   | Bytovia Bytów (M) (A)         | 30 | 21 | 6  | 3  | 49     | 20     | +29   | 69  | Awans do II ligi                 |              |
| 2   | Błękitni Stargard Szczeciński | 30 | 16 | 9  | 5  | 51     | 28     | +23   | 57  |                                  |              |
| 3   | Kotwica Kołobrzeg             | 30 | 14 | 6  | 10 | 47     | 31     | +16   | 48  |                                  |              |
| 4   | Dąb Dębno                     | 30 | 12 | 11 | 7  | 29     | 30     | −1    | 47  |                                  |              |
| 5   | Orkan Rumia                   | 30 | 13 | 6  | 11 | 50     | 37     | +13   | 45  | RUM–BAR 1:0 BAR–RUM 1:0          |              |
| 6   | Pogoń Barlinek                | 30 | 14 | 3  | 13 | 34     | 33     | +1    | 45  | RUM–BAR 1:0 BAR–RUM 1:0          |              |
| 7   | Cartusia Kartuzy              | 30 | 11 | 10 | 9  | 35     | 34     | +1    | 43  | CAR: 8 pkt GRW: 5 pkt LG2: 3 pkt |              |
| 8   | Gryf Wejherowo                | 30 | 12 | 7  | 11 | 42     | 32     | +10   | 43  | CAR: 8 pkt GRW: 5 pkt LG2: 3 pkt |              |
| 9   | Lechia II Gdańsk              | 30 | 12 | 7  | 11 | 37     | 31     | +6    | 43  | CAR: 8 pkt GRW: 5 pkt LG2: 3 pkt |              |
| 10  | Kaszubia Kościerzyna          | 30 | 10 | 11 | 9  | 38     | 33     | +5    | 41  | KAS–GWK 2:1 GWK–KAS 2:2          |              |
| 11  | Gwardia Koszalin              | 30 | 11 | 8  | 11 | 45     | 48     | −3    | 41  | KAS–GWK 2:1 GWK–KAS 2:2          |              |
| 12  | Chemik Police                 | 30 | 9  | 10 | 11 | 35     | 46     | −11   | 37  |                                  |              |
| 13  | Gryf Słupsk                   | 30 | 8  | 10 | 12 | 43     | 42     | +1    | 34  |                                  |              |
| 14  | Energetyk Gryfino (S)         | 30 | 6  | 10 | 14 | 25     | 41     | −16   | 28  | Spadek do IV ligi                |              |
| 15  | Rega Trzebiatów (S)           | 30 | 4  | 8  | 18 | 28     | 62     | −34   | 20  | Spadek do IV ligi                |              |
| 16  | Orlęta Reda (S)               | 30 | 3  | 6  | 21 | 18     | 58     | −40   | 15  | Spadek do IV ligi                |              |

## Grupa II
W grupie występowało 16 zespołów, które walczyły o miejsce premiowane awansem do grupy zachodniej II ligi. Ostatnie zespoły spadły odpowiednio do grup: kujawsko-pomorskiej, wielkopolskiej południowej i wielkopolskiej północnej IV ligi.

### Drużyny
| Uczestnicy poprzedniej edycji | Uczestnicy poprzedniej edycji |
| ----------------------------- | ----------------------------- |
| Victoria Koronowo             | 2                             |
| Górnik Konin                  | 3                             |
| Unia Swarzędz                 | 4                             |
| Calisia Kalisz                | 5                             |
| Lech Rypin                    | 6                             |
| Wda Świecie                   | 7                             |
| Włocłavia Włocławek           | 8                             |

| Uczestnicy poprzedniej edycji | Uczestnicy poprzedniej edycji |
| ----------------------------- | ----------------------------- |
| Lubuszanin Trzcianka          | 9                             |
| Notecianka Pakość             | 10                            |
| Polonia 1912 Leszno           | 11                            |
| Mieszko Gniezno               | 12                            |
| Spadek z II ligi 2009/2010    |                               |
| grupa zachodnia               |                               |
| Unia Janikowo                 | 17                            |

| Awans z IV ligi 2009/2010     | Awans z IV ligi 2009/2010 |
| ----------------------------- | ------------------------- |
| grupa kujawsko-pomorska       |                           |
| Unia Solec Kujawski           | 1                         |
| Chemik Bydgoszcz              | 2                         |
| grupa wielkopolska południowa |                           |
| Piast Kobylin                 | 1                         |
| grupa wielkopolska północna   |                           |
| GKS Dopiewo                   | 1                         |

Objaśnienia:
1. GKS Dopiewo występował w sezonie 2009/2010 pod nazwą TS 1998 Dopiewo.

### Tabela
| Lp. | Drużyna                 | M  | Z  | R  | P  | Bramki | Bramki | Różn. | Pkt | Uwagi             | Bezpośrednio |
| --- | ----------------------- | -- | -- | -- | -- | ------ | ------ | ----- | --- | ----------------- | ------------ |
| 1   | Calisia Kalisz (M) (A)  | 30 | 18 | 6  | 6  | 52     | 28     | +24   | 60  | Awans do II ligi  |              |
| 2   | Lech Rypin              | 30 | 17 | 7  | 6  | 61     | 32     | +29   | 58  |                   |              |
| 3   | GKS Dopiewo             | 30 | 14 | 11 | 5  | 42     | 24     | +18   | 53  |                   |              |
| 4   | Unia Swarzędz           | 30 | 15 | 7  | 8  | 45     | 25     | +20   | 52  |                   |              |
| 5   | Victoria Koronowo       | 30 | 12 | 12 | 6  | 33     | 31     | +2    | 48  |                   |              |
| 6   | Wda Świecie             | 30 | 14 | 5  | 11 | 48     | 37     | +11   | 47  |                   |              |
| 7   | Piast Kobylin           | 30 | 12 | 8  | 10 | 41     | 40     | +1    | 44  |                   |              |
| 8   | Górnik Konin            | 30 | 12 | 5  | 13 | 32     | 38     | −6    | 41  |                   |              |
| 9   | Unia Janikowo           | 30 | 11 | 7  | 12 | 42     | 42     | 0     | 40  |                   |              |
| 10  | Notecianka Pakość       | 30 | 11 | 6  | 13 | 37     | 43     | −6    | 39  |                   |              |
| 11  | Lubuszanin Trzcianka    | 30 | 10 | 8  | 12 | 40     | 29     | +11   | 38  |                   |              |
| 12  | Chemik Bydgoszcz        | 30 | 11 | 3  | 16 | 35     | 46     | −11   | 36  |                   |              |
| 13  | Polonia 1912 Leszno     | 30 | 9  | 8  | 13 | 34     | 47     | −13   | 35  |                   |              |
| 14  | Unia Solec Kujawski (S) | 30 | 8  | 9  | 13 | 42     | 43     | −1    | 33  | Spadek do IV ligi |              |
| 15  | Włocłavia Włocławek (S) | 30 | 7  | 4  | 19 | 32     | 62     | −30   | 25  | Spadek do IV ligi |              |
| 16  | Mieszko Gniezno (S)     | 30 | 4  | 4  | 22 | 17     | 66     | −49   | 16  | Spadek do IV ligi |              |

## Grupa III
W grupie występowało 16 zespołów, które walczyły o miejsce premiowane awansem do grupy zachodniej II ligi. Ostatnie zespoły spadły odpowiednio do grupy dolnośląskiej i lubuskiej IV ligi.

### Drużyny
| Uczestnicy poprzedniej edycji | Uczestnicy poprzedniej edycji |
| ----------------------------- | ----------------------------- |
| Chrobry Głogów                | 2                             |
| Polonia Trzebnica             | 3                             |
| KS Bystrzyca Kąty Wrocławskie | 4                             |
| Pogoń Świebodzin              | 5                             |
| Polonia/Sparta Świdnica       | 61                            |
| Pogoń Oleśnica                | 72                            |

| Uczestnicy poprzedniej edycji | Uczestnicy poprzedniej edycji |
| ----------------------------- | ----------------------------- |
| Arka Nowa Sól                 | 8                             |
| Ilanka Rzepin                 | 9                             |
| MKS Oława                     | 10                            |
| Celuloza Kostrzyn nad Odrą    | 11                            |
| Promień Żary                  | 12                            |
| Orzeł Ząbkowice Śląskie       | 13                            |

| Awans z IV ligi 2009/2010 | Awans z IV ligi 2009/2010 |
| ------------------------- | ------------------------- |
| grupa dolnośląska         |                           |
| Lechia Dzierżoniów        | 1                         |
| Twardy Świętoszów         | 2                         |
| grupa lubuska             |                           |
| Orzeł Międzyrzecz         | 1                         |
| Czarni Witnica            | 2                         |

Objaśnienia:
1. Polonia Świdnica rozpoczęła rundę jesienną pod nazwą Polonia/Sparta Świdnica.
2. Pogoń Oleśnica wycofała się z rozgrywek po 7. kolejce. Jej wyniki zostały anulowane.

### Tabela
| Lp. | Drużyna                       | M  | Z  | R | P  | Bramki | Bramki | Różn. | Pkt | Uwagi                   | Bezpośrednio |
| --- | ----------------------------- | -- | -- | - | -- | ------ | ------ | ----- | --- | ----------------------- | ------------ |
| 1   | Chrobry Głogów (M) (A)        | 28 | 19 | 3 | 6  | 66     | 19     | +47   | 60  | Awans do II ligi        |              |
| 2   | Ilanka Rzepin                 | 28 | 16 | 7 | 5  | 40     | 23     | +17   | 55  |                         |              |
| 3   | Pogoń Świebodzin              | 28 | 14 | 8 | 6  | 55     | 38     | +17   | 50  |                         |              |
| 4   | Lechia Dzierżoniów            | 28 | 15 | 4 | 9  | 53     | 38     | +15   | 49  |                         |              |
| 5   | Promień Żary                  | 28 | 14 | 6 | 8  | 44     | 36     | +8    | 48  |                         |              |
| 6   | Polonia Trzebnica             | 28 | 13 | 8 | 7  | 52     | 44     | +8    | 47  |                         |              |
| 7   | Polonia/Sparta Świdnica       | 28 | 12 | 7 | 9  | 47     | 44     | +3    | 43  |                         |              |
| 8   | KS Bystrzyca Kąty Wrocławskie | 28 | 12 | 5 | 11 | 45     | 42     | +3    | 41  |                         |              |
| 9   | Orzeł Międzyrzecz             | 28 | 10 | 9 | 9  | 42     | 37     | +5    | 39  |                         |              |
| 10  | MKS Oława                     | 28 | 10 | 7 | 11 | 34     | 36     | −2    | 37  | OŁA–ARK 4:1 ARK–OŁA 2:1 |              |
| 11  | Arka Nowa Sól                 | 28 | 10 | 7 | 11 | 41     | 46     | −5    | 37  | OŁA–ARK 4:1 ARK–OŁA 2:1 |              |
| 12  | Celuloza Kostrzyn nad Odrą    | 28 | 9  | 4 | 15 | 37     | 44     | −7    | 31  |                         |              |
| 13  | Orzeł Ząbkowice Śląskie1      | 28 | 4  | 6 | 18 | 31     | 64     | −33   | 18  | OZŚ–TWŚ 5:0 TWŚ–OZŚ 1:1 |              |
| 14  | Twardy Świętoszów1            | 28 | 4  | 6 | 18 | 30     | 55     | −25   | 18  | OZŚ–TWŚ 5:0 TWŚ–OZŚ 1:1 |              |
| 15  | Czarni Witnica (S)            | 28 | 2  | 6 | 20 | 21     | 72     | −51   | 12  | Spadek do IV ligi       |              |
| -   | Pogoń Oleśnica2               | 0  | 0  | 0 | 0  | 0      | 0      | 0     | 0   | Drużyna wycofana        |              |

## Grupa IV
W grupie występowało 16 zespołów, które walczyły o miejsce premiowane awansem do grupy zachodniej II ligi. Ostatnie zespoły spadły odpowiednio do grup: opolskiej, śląskiej I i śląskiej II IV ligi.

### Drużyny
| Uczestnicy poprzedniej edycji | Uczestnicy poprzedniej edycji |
| ----------------------------- | ----------------------------- |
| BKS Stal Bielsko-Biała        | 2                             |
| Skałka Żabnica                | 3                             |
| Rozwój Katowice               | 4                             |
| Energetyk ROW Rybnik          | 5                             |
| Pniówek Pawłowice Śląskie     | 6                             |
| LZS Leśnica                   | 7                             |

| Uczestnicy poprzedniej edycji | Uczestnicy poprzedniej edycji |
| ----------------------------- | ----------------------------- |
| Victoria Częstochowa          | 8                             |
| Skalnik Gracze                | 9                             |
| Orzeł Babienica/Psary         | 10                            |
| KS Krasiejów                  | 112                           |
| Victoria Chróścice            | 12                            |
| Start Bogdanowice             | 131                           |

| Awans z IV ligi 2009/2010 | Awans z IV ligi 2009/2010 |
| ------------------------- | ------------------------- |
| grupa opolska             |                           |
| Oderka Opole              | 1                         |
| LZS Piotrówka             | 2                         |
| grupa śląska I            |                           |
| MKS Myszków               | 1                         |
| grupa śląska II           |                           |
| Polonia Łaziska Górne     | 1                         |

Objaśnienia:
1. Ze względu na nieprzystąpienie do rozgrywek III ligi GKS-u Jastrzębie (spadkowicza z II ligi) w lidze utrzymał się Start Bogdanowice.
2. KS Krasiejów wycofał się po rundzie jesiennej.

### Tabela
| Lp. | Drużyna                      | M  | Z  | R  | P  | Bramki | Bramki | Różn. | Pkt | Uwagi                     | Bezpośrednio |
| --- | ---------------------------- | -- | -- | -- | -- | ------ | ------ | ----- | --- | ------------------------- | ------------ |
| 1   | Energetyk ROW Rybnik (M) (A) | 30 | 19 | 7  | 4  | 63     | 27     | +36   | 64  | Awans do II ligi          |              |
| 2   | Skałka Żabnica               | 30 | 16 | 9  | 5  | 54     | 28     | +26   | 57  |                           |              |
| 3   | BKS Stal Bielsko-Biała       | 30 | 14 | 12 | 4  | 40     | 20     | +20   | 54  | BKS–LEŚ 0:1 LEŚ–BKS 1:3   |              |
| 4   | LZS Leśnica                  | 30 | 16 | 6  | 8  | 51     | 32     | +19   | 54  | BKS–LEŚ 0:1 LEŚ–BKS 1:3   |              |
| 5   | Oderka Opole                 | 30 | 14 | 9  | 7  | 43     | 25     | +18   | 51  |                           |              |
| 6   | Polonia Łaziska Górne        | 30 | 13 | 9  | 8  | 42     | 36     | +6    | 48  |                           |              |
| 7   | Start Bogdanowice            | 30 | 13 | 8  | 9  | 46     | 38     | +8    | 47  |                           |              |
| 8   | Rozwój Katowice              | 30 | 12 | 10 | 8  | 39     | 27     | +12   | 46  |                           |              |
| 9   | Pniówek Pawłowice Śląskie    | 30 | 11 | 8  | 11 | 42     | 40     | +2    | 41  |                           |              |
| 10  | MKS Myszków1 (S)             | 30 | 11 | 7  | 12 | 47     | 42     | +5    | 40  | Spadek do klasy okręgowej |              |
| 11  | LZS Piotrówka                | 30 | 10 | 9  | 11 | 55     | 46     | +9    | 39  |                           |              |
| 12  | Orzeł Babienica/Psary        | 30 | 9  | 8  | 13 | 32     | 41     | −9    | 35  |                           |              |
| 13  | Victoria Częstochowa         | 30 | 9  | 7  | 14 | 36     | 48     | −12   | 34  |                           |              |
| 14  | Victoria Chróścice1          | 30 | 4  | 11 | 15 | 21     | 54     | −33   | 23  |                           |              |
| 15  | Skalnik Gracze (S)           | 30 | 5  | 5  | 20 | 25     | 54     | −29   | 20  | Spadek do IV ligi         |              |
| 16  | KS Krasiejów2 (S)            | 30 | 1  | 1  | 28 | 6      | 84     | −78   | 4   | Spadek do klasy okręgowej |              |

## Grupa V
W grupie występowało 16 zespołów, które walczyły o miejsce premiowane awansem do grupy wschodniej II ligi. Ostatnie zespoły spadły odpowiednio do grupy podlaskiej i warmińsko-mazurskiej IV ligi.

### Drużyny
| Uczestnicy poprzedniej edycji | Uczestnicy poprzedniej edycji |
| ----------------------------- | ----------------------------- |
| Huragan Morąg                 | 2                             |
| Czarni Olecko                 | 3                             |
| Olimpia Zambrów               | 4                             |
| Concordia Elbląg              | 5                             |
| Warmia Grajewo                | 6                             |
| Motor Lubawa                  | 71                            |

| Uczestnicy poprzedniej edycji | Uczestnicy poprzedniej edycji |
| ----------------------------- | ----------------------------- |
| Start Działdowo               | 8                             |
| Pogoń Łapy                    | 9                             |
| Mrągowia Mrągowo              | 10                            |
| Promień Mońki                 | 11                            |
| Mazur Ełk                     | 121                           |
| Vęgoria Węgorzewo             | 131                           |

| Awans z IV ligi 2009/2010 | Awans z IV ligi 2009/2010 |
| ------------------------- | ------------------------- |
| grupa podlaska            |                           |
| Dąb Dąbrowa Białostocka   | 1                         |
| Wissa Szczuczyn           | 2                         |
| grupa warmińsko-mazurska  |                           |
| Zatoka Braniewo           | 1                         |
| MKS Korsze                | 2                         |

Objaśnienia:
1. Mazur Ełk i Vęgoria Węgorzewo miały na koniec sezonu tyle samo punktów i identyczny bilans bramkowy, w związku z czym miał zostać rozegrany baraż o utrzymanie. Rozegrano jedynie pierwszy mecz, ponieważ przed rewanżem z ligi wycofał się Motor Lubawa, co pozwoliło na utrzymanie obu zespołów biorących udział w barażach. Później dodatkowo w II lidze utrzymał się OKS 1945 Olsztyn, co pozwoliłoby na utrzymanie drużynie MKS-u Mielnik. Ostatecznie jednak Motor Lubawa postanowił występować w rozgrywkach III ligi, co spowodowało spadek MKS-u Mielnik do IV ligi.

### Tabela
| Lp. | Drużyna                 | M  | Z  | R  | P  | Bramki | Bramki | Różn. | Pkt | Uwagi                   | Bezpośrednio            |
| --- | ----------------------- | -- | -- | -- | -- | ------ | ------ | ----- | --- | ----------------------- | ----------------------- |
| 1   | Olimpia Zambrów1 (M)    | 30 | 18 | 9  | 3  | 55     | 16     | +39   | 63  |                         |                         |
| 2   | Huragan Morąg1          | 30 | 15 | 7  | 8  | 38     | 32     | +6    | 52  |                         |                         |
| 3   | Start Działdowo         | 30 | 12 | 12 | 6  | 34     | 25     | +9    | 48  | STD–CON 5:0 CON–STD 0:1 |                         |
| 4   | Concordia Elbląg        | 30 | 14 | 6  | 10 | 47     | 33     | +14   | 48  | STD–CON 5:0 CON–STD 0:1 |                         |
| 5   | Dąb Dąbrowa Białostocka | 30 | 13 | 8  | 9  | 35     | 25     | +10   | 47  |                         |                         |
| 6   | Warmia Grajewo          | 30 | 12 | 10 | 8  | 44     | 38     | +6    | 46  |                         |                         |
| 7   | Mrągowia Mrągowo        | 30 | 13 | 5  | 12 | 35     | 27     | +8    | 44  |                         |                         |
| 8   | Zatoka Braniewo         | 30 | 11 | 8  | 11 | 38     | 41     | −3    | 41  | ZAT–POG 2:0 POG–ZAT 0:1 |                         |
| 9   | Pogoń Łapy              | 30 | 12 | 5  | 13 | 35     | 37     | −2    | 41  | ZAT–POG 2:0 POG–ZAT 0:1 |                         |
| 10  | MKS Korsze              | 30 | 11 | 4  | 15 | 49     | 52     | −3    | 37  | KOR–CZA 1:0 CZA–KOR 2:6 |                         |
| 11  | Czarni Olecko           | 30 | 11 | 4  | 15 | 34     | 49     | −15   | 37  | KOR–CZA 1:0 CZA–KOR 2:6 |                         |
| 12  | Motor Lubawa            | 30 | 9  | 8  | 13 | 35     | 46     | −11   | 35  |                         |                         |
| 13  | Vęgoria Węgorzewo (S)   | 30 | 9  | 6  | 15 | 45     | 57     | −12   | 33  | Spadek do IV ligi       |                         |
| 14  | Wissa Szczuczyn (S)     | 30 | 8  | 8  | 14 | 31     | 41     | −10   | 32  | Spadek do IV ligi       | WIS–MAZ 1:2 MAZ–WIS 1:2 |
| 15  | Mazur Ełk (S)           | 30 | 8  | 8  | 14 | 33     | 50     | −17   | 32  | Spadek do IV ligi       | WIS–MAZ 1:2 MAZ–WIS 1:2 |
| 16  | Promień Mońki (S)       | 30 | 6  | 9  | 15 | 32     | 51     | −19   | 27  | Spadek do IV ligi       |                         |

* Najlepsi Strzelcy: 14 goli - Kamil Graczyk (Concordia Elbląg), Wojciech Kobeszko (Olimpia Zambrów) i Piotr Kozłowski (MKS Korsze),
11 goli - Piotr Karłowicz (Mrągowia Mrągowo), Daniel Komorowski (Zatoka Braniewo), Mariusz Machniak (Vęgoria Węgorzewo), Kamil Szarnecki (Czarni Olecko) i Łukasz Wolak (Zatoka Braniewo),
10 goli - Daniel Madej (Huragan Morąg).

## Grupa VI

### Drużyny
W grupie występowało 16 zespołów, które walczyły o miejsce premiowane awansem do grupy wschodniej II ligi. Ostatnie zespoły spadły odpowiednio do grup: łódzkiej, mazowieckiej południowej i mazowieckiej północnej IV ligi.
| Uczestnicy poprzedniej edycji | Uczestnicy poprzedniej edycji |
| ----------------------------- | ----------------------------- |
| Radomiak Radom                | 2                             |
| KP Piaseczno                  | 31                            |
| Pogoń Siedlce                 | 4                             |
| MKS Kutno                     | 5                             |
| Mazur Karczew                 | 6                             |
| Warta Sieradz                 | 7                             |
| Narew Ostrołęka               | 8                             |

| Uczestnicy poprzedniej edycji  | Uczestnicy poprzedniej edycji |
| ------------------------------ | ----------------------------- |
| Legionovia Legionowo           | 9                             |
| Włókniarz Zelów                | 10                            |
| UKS SMS Łódź                   | 11                            |
| Spadek z II ligi 2009/2010     |                               |
| grupa wschodnia                |                               |
| Concordia Piotrków Trybunalski | 15                            |
| Sokół Aleksandrów Łódzki       | 16                            |

| Awans z IV ligi 2009/2010   | Awans z IV ligi 2009/2010 |
| --------------------------- | ------------------------- |
| grupa łódzka                |                           |
| Pilica Przedbórz            | 1                         |
| Ceramika Opoczno            | 2                         |
| grupa mazowiecka południowa |                           |
| Broń Radom                  | 1                         |
| grupa mazowiecka północna   |                           |
| Ursus Warszawa              | 1                         |

Objaśnienia:
1. KP Piaseczno grał w sezonie 2009/2010 pod nazwą KS Piaseczno.

### Tabela
| Lp. | Drużyna                            | M  | Z  | R  | P  | Bramki | Bramki | Różn. | Pkt | Uwagi                                           | Bezpośrednio     |
| --- | ---------------------------------- | -- | -- | -- | -- | ------ | ------ | ----- | --- | ----------------------------------------------- | ---------------- |
| 1   | Pogoń Siedlce (M) (A)              | 30 | 18 | 7  | 5  | 71     | 36     | +35   | 61  | Awans do II ligi                                |                  |
| 2   | Broń Radom                         | 30 | 16 | 6  | 8  | 52     | 36     | +16   | 54  |                                                 |                  |
| 3   | Włókniarz Zelów                    | 30 | 15 | 8  | 7  | 44     | 33     | +11   | 53  |                                                 |                  |
| 4   | Radomiak Radom                     | 30 | 13 | 12 | 5  | 50     | 27     | +23   | 51  | RAD – MAZ 2:0 MAZ – RAD 0:0                     |                  |
| 5   | Mazur Karczew                      | 30 | 16 | 3  | 11 | 50     | 40     | +10   | 51  | RAD – MAZ 2:0 MAZ – RAD 0:0                     |                  |
| 6   | MKS Kutno                          | 30 | 13 | 10 | 7  | 52     | 41     | +11   | 49  |                                                 |                  |
| 7   | Sokół Aleksandrów Łódzki           | 30 | 13 | 7  | 10 | 39     | 28     | +11   | 46  | SOK – LGO 4:0 LGO – SOK 1:2                     |                  |
| 8   | Legionovia Legionowo               | 30 | 13 | 7  | 10 | 44     | 40     | +4    | 46  | SOK – LGO 4:0 LGO – SOK 1:2                     |                  |
| 9   | KP Piaseczno                       | 30 | 9  | 9  | 12 | 26     | 34     | −8    | 36  | PIA: 8 pkt, 4–2 NAR: 4 pkt, 2–3 CER: 4 pkt, 4–5 |                  |
| 10  | Narew Ostrołęka                    | 30 | 10 | 6  | 14 | 35     | 45     | −10   | 36  | PIA: 8 pkt, 4–2 NAR: 4 pkt, 2–3 CER: 4 pkt, 4–5 |                  |
| 11  | Ceramika Opoczno1 (S)              | 30 | 8  | 12 | 10 | 24     | 34     | −10   | 36  | PIA: 8 pkt, 4–2 NAR: 4 pkt, 2–3 CER: 4 pkt, 4–5 | Drużyna wycofana |
| 12  | Ursus Warszawa                     | 30 | 9  | 5  | 16 | 28     | 39     | −11   | 32  |                                                 |                  |
| 13  | Warta Sieradz1                     | 30 | 8  | 6  | 16 | 41     | 50     | −9    | 30  |                                                 |                  |
| 14  | UKS SMS Łódź (S)                   | 30 | 7  | 8  | 15 | 39     | 54     | −15   | 29  | Spadek do IV ligi                               |                  |
| 15  | Pilica Przedbórz (S)               | 30 | 5  | 11 | 14 | 33     | 57     | −24   | 26  | Spadek do IV ligi                               |                  |
| 16  | Concordia Piotrków Trybunalski (S) | 30 | 5  | 7  | 18 | 29     | 63     | −34   | 22  | Spadek do IV ligi                               |                  |

* Najlepsi Strzelcy: 23 gole - Rafał Jankowski (MKS Kutno),
22 gole - Jacek Kosmalski (Pogoń Siedlce),
15 goli - Mateusz Cholewiak (UKS SMS Łódź) i Hubert Kosim (Mazur Karczew),
12 goli - Cezary Czpak (Radomiak Radom),  Ifeanyi Uwadizu (Legionovia Legionowo),
11 goli - Daniel Ciupiński (Broń Radom), Piotr Gląba (Włókniarz Zelów) i Olaf Okoński (Sokół Aleksandrów Łódzki),
10 goli - Paweł Adamiec (Sokół Aleksandrów Łódzki) i Łukasz Barankiewicz (Legionovia).

## Grupa VII
W grupie występowało 18 zespołów, które walczyły o miejsce premiowane awansem do grupy wschodniej II ligi. Ostatnie zespoły spadły odpowiednio do grup: małopolskiej wschodniej, małopolskiej zachodniej i świętokrzyskiej IV ligi. Z uwagi na zmniejszenie liczby uczestników w grupie od sezonu 2011/2012 do 16 drużyn, liczba zespołów spadających do IV ligi była wyższa niż w innych grupach.

### Drużyny
| Uczestnicy poprzedniej edycji | Uczestnicy poprzedniej edycji |
| ----------------------------- | ----------------------------- |
| Garbarnia Kraków              | 2                             |
| Unia Tarnów                   | 3                             |
| Dalin Myślenice               | 4                             |
| Orlicz Suchedniów             | 6                             |
| Juventa Starachowice          | 7                             |
| Czarni Połaniec               | 8                             |
| Wierna Małogoszcz             | 9                             |
| Kmita Zabierzów               | 102                           |

| Uczestnicy poprzedniej edycji | Uczestnicy poprzedniej edycji |
| ----------------------------- | ----------------------------- |
| Nida Pińczów                  | 11                            |
| Beskid Andrychów              | 12                            |
| Górnik Wieliczka              | 13                            |
| Naprzód Jędrzejów             | 14                            |
| Spadek z II ligi 2009/2010    |                               |
| grupa wschodnia               |                               |
| Przebój Wolbrom               | 17                            |

| Awans z IV ligi 2009/2010 | Awans z IV ligi 2009/2010 |
| ------------------------- | ------------------------- |
| grupa małopolska          |                           |
| Szreniawa Nowy Wiśnicz    | 1                         |
| Janina Libiąż             | 2                         |
| Poprad Muszyna            | 31                        |
| grupa świętokrzyska       |                           |
| MKS Stąporków             | 1                         |
| Orlęta Kielce             | 2                         |

Objaśnienia:
1. W związku z wycofaniem się Hutnik Kraków po zakończeniu poprzedniego sezonu, z grupy małopolskiej IV ligi awansował dodatkowo Poprad Muszyna.
2. Kmita Zabierzów wycofała się po rundzie jesiennej.

### Tabela
| Lp. | Drużyna                  | M  | Z  | R  | P  | Bramki | Bramki | Różn. | Pkt | Uwagi              | Bezpośrednio            |
| --- | ------------------------ | -- | -- | -- | -- | ------ | ------ | ----- | --- | ------------------ | ----------------------- |
| 1   | Garbarnia Kraków (M) (A) | 34 | 24 | 7  | 3  | 71     | 24     | +47   | 79  | Awans do II ligi   |                         |
| 2   | Dalin Myślenice          | 34 | 23 | 3  | 8  | 84     | 42     | +42   | 72  |                    |                         |
| 3   | Unia Tarnów              | 34 | 21 | 7  | 6  | 57     | 22     | +35   | 70  |                    |                         |
| 4   | Janina Libiąż            | 34 | 21 | 6  | 7  | 64     | 44     | +20   | 69  |                    |                         |
| 5   | Szreniawa Nowy Wiśnicz   | 34 | 20 | 6  | 8  | 60     | 27     | +33   | 66  |                    |                         |
| 6   | Juventa Starachowice     | 34 | 18 | 10 | 6  | 62     | 26     | +36   | 64  |                    |                         |
| 7   | Poprad Muszyna           | 34 | 17 | 7  | 10 | 44     | 35     | +9    | 58  |                    |                         |
| 8   | Wierna Małogoszcz        | 34 | 15 | 12 | 7  | 49     | 31     | +18   | 57  |                    |                         |
| 9   | Orlicz Suchedniów        | 34 | 14 | 5  | 15 | 53     | 47     | +6    | 47  |                    |                         |
| 10  | Beskid Andrychów         | 34 | 13 | 6  | 15 | 43     | 50     | −7    | 45  |                    |                         |
| 11  | Przebój Wolbrom          | 34 | 12 | 8  | 14 | 49     | 48     | +1    | 44  |                    |                         |
| 12  | Naprzód Jędrzejów        | 34 | 9  | 9  | 16 | 42     | 51     | −9    | 36  |                    |                         |
| 13  | Górnik Wieliczka         | 34 | 9  | 8  | 17 | 32     | 37     | −5    | 35  |                    |                         |
| 14  | Nida Pińczów (S)         | 34 | 10 | 4  | 20 | 33     | 64     | −31   | 34  | Spadek do IV ligi  |                         |
| 15  | MKS Stąporków2 (S)       | 34 | 9  | 3  | 22 | 47     | 80     | −33   | 30  | Spadek do klasy A  |                         |
| 16  | Czarni Połaniec (S)      | 34 | 5  | 7  | 22 | 33     | 76     | −43   | 22  | Spadek do IV ligi  | CZP–ORK 2:0 ORK–CZP 1:1 |
| 17  | Orlęta Kielce (S)        | 34 | 5  | 7  | 22 | 21     | 59     | −38   | 22  | Spadek do IV ligi  | CZP–ORK 2:0 ORK–CZP 1:1 |
| 18  | Kmita Zabierzów1 (S)     | 34 | 2  | 3  | 29 | 7      | 88     | −81   | 9   | Drużyna rozwiązana |                         |

* Najlepsi Strzelcy: 21 goli - Dariusz Anduła (Juventa Starachowice) i Bartosz Praciak (Garbarnia Kraków),
20 goli - Michał Górecki (Dalin Myślenice),
17 goli - Piotr Kajda (Wierna Małogoszcz),
16 goli - Dawid Kałat (Dalin Myślenice) i Marek Mizia (Dalin Myślenice),
14 goli - Łukasz Ząbek (Janina Libiąż),
12 goli - Hubert Drej (Naprzód Jędrzejów) i Józef Mazela (Przebój Wolbrom),
11 goli - Piotr Pawłowski (Wierna Małogoszcz),
10 goli - Jakub Górecki (Dalin Myślenice), Łukasz Szewczyk (Garbarnia Kraków), Piotr Witoń (Janina Libiąż) i Tomasz Żelazowski (Orlicz Suchedniów).

## Grupa VIII
W grupie występowało 16 zespołów, które walczyły o miejsce premiowane awansem do grupy wschodniej II ligi. Ostatnie zespoły spadły odpowiednio do grupy lubelskiej i podkarpackiej IV ligi.
| Uczestnicy poprzedniej edycji | Uczestnicy poprzedniej edycji |
| ----------------------------- | ----------------------------- |
| GKS II Bogdanka               | 21                            |
| Avia Świdnik                  | 3                             |
| Stal Sanok                    | 4                             |
| Siarka Tarnobrzeg             | 5                             |
| Tomasovia Tomaszów Lubelski   | 6                             |
| Unia Nowa Sarzyna             | 7                             |

| Uczestnicy poprzedniej edycji | Uczestnicy poprzedniej edycji |
| ----------------------------- | ----------------------------- |
| Izolator Boguchwała           | 8                             |
| Podlasie Biała Podlaska       | 9                             |
| Wisła Puławy                  | 10                            |
| Stal Poniatowa                | 11                            |
| Karpaty Krosno                | 12                            |
| Stal Mielec                   | 13                            |

| Awans z IV ligi 2009/2010 | Awans z IV ligi 2009/2010 |
| ------------------------- | ------------------------- |
| grupa lubelska            |                           |
| Chełmianka Chełm          | 1                         |
| Olender Sól               | 2                         |
| grupa podkarpacka         |                           |
| Partyzant Targowiska      | 1                         |
| Polonia Przemyśl          | 2                         |

Uwagi:
1. GKS II Bogdanka występował w rundzie jesiennej pod nazwą Górnik II Łęczna.
2. Olender Sól wycofał się z rozgrywek po rundzie jesiennej.

### Tabela
| Lp. | Drużyna                     | M  | Z  | R  | P  | Bramki | Bramki | Różn. | Pkt      | Uwagi                   | Bezpośrednio |
| --- | --------------------------- | -- | -- | -- | -- | ------ | ------ | ----- | -------- | ----------------------- | ------------ |
| 1   | Wisła Puławy (M) (A)        | 30 | 20 | 5  | 5  | 70     | 36     | +34   | 65       | Awans do II ligi        |              |
| 2   | Izolator Boguchwała         | 30 | 19 | 6  | 5  | 66     | 26     | +40   | 63       |                         |              |
| 3   | Siarka Tarnobrzeg           | 30 | 14 | 9  | 7  | 62     | 31     | +31   | 51       |                         |              |
| 4   | Stal Sanok                  | 30 | 15 | 5  | 10 | 44     | 31     | +13   | 50       | SAN–PAR 2:0 PAR–SAN 0:1 |              |
| 5   | Partyzant Targowiska        | 30 | 14 | 8  | 8  | 44     | 26     | +18   | 50       | SAN–PAR 2:0 PAR–SAN 0:1 |              |
| 6   | Karpaty Krosno              | 30 | 14 | 7  | 9  | 42     | 28     | +14   | 49       |                         |              |
| 7   | Avia Świdnik                | 30 | 11 | 11 | 8  | 36     | 29     | +7    | 44       | AVŚ–TOM 0:0 TOM–AVŚ 2:2 |              |
| 8   | Tomasovia Tomaszów Lubelski | 30 | 12 | 8  | 10 | 35     | 36     | −1    | 44       | AVŚ–TOM 0:0 TOM–AVŚ 2:2 |              |
| 9   | Polonia Przemyśl            | 30 | 11 | 7  | 12 | 38     | 43     | −5    | 40       |                         |              |
| 10  | Unia Nowa Sarzyna           | 30 | 12 | 3  | 15 | 35     | 50     | −15   | 39       | UNS–POD 3:0 POD–UNS 0:1 |              |
| 11  | Podlasie Biała Podlaska     | 30 | 11 | 6  | 13 | 30     | 36     | −6    | 39       | UNS–POD 3:0 POD–UNS 0:1 |              |
| 12  | Chełmianka Chełm            | 30 | 11 | 5  | 14 | 38     | 53     | −15   | 38       |                         |              |
| 13  | GKS II Bogdanka1 (S)        | 30 | 10 | 7  | 13 | 39     | 43     | −4    | 37       | Spadek do IV ligi       |              |
| 14  | Stal Mielec1                | 30 | 9  | 6  | 15 | 35     | 38     | −3    | 33\|\|\| |                         |              |
| 15  | Stal Poniatowa (S)          | 30 | 4  | 6  | 20 | 22     | 61     | −39   | 18       | Spadek do IV ligi       |              |
| 16  | Olender Sól2 (S)            | 30 | 2  | 3  | 25 | 10     | 79     | −69   | 9        | Spadek do klasy A       |              |

* Najlepsi Strzelcy: 25 goli - Łukasz Giza (Wisła Puławy),
17 goli - Konrad Nowak (Wisła Puławy),
16 goli - Tomasz Płonka (Izolator Boguchwała),
13 goli - Tomasz Walat (Siarka Tarnobrzeg),
12 goli - Jacek Kusiak (Tomasovia Tomaszów Lubelski), Rafał Nikody (Stal Sanok) i Fabian Pańko (Stal Sanok),
11 goli - Maciej Rusin (Izolator Boguchwała),
10 goli - Michał Bereś (Izolator Boguchwała), Piotr Mazurkiewicz (Siarka Tarnobrzeg) i Ireneusz Zarzyka (Partyzant Targowiska).